# 巴纳布尤
巴纳布尤（葡萄牙語：Banabuiú）是巴西塞阿拉州的一个市镇。总面积1079.987平方公里，总人口16431人，人口密度15.2人/平方公里。